# Trinationales Schutzgebiet am Sangha-Fluss

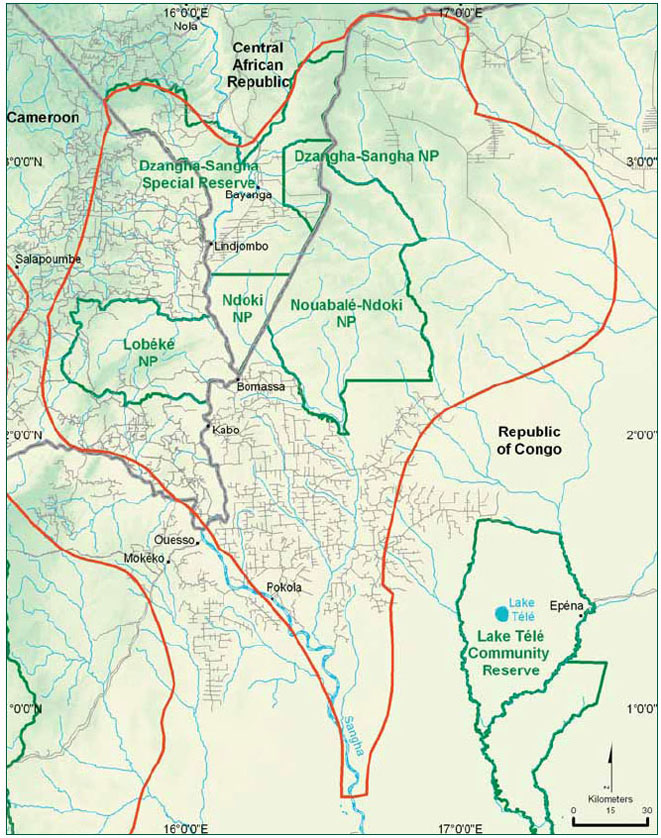
Die Nationalparks im Schutzgebiet

Das Trinationale Schutzgebiet am Sangha-Fluss (TNS) ist ein grenzüberschreitendes Regenwaldschutzgebiet in Kamerun, der Republik Kongo und der Zentralafrikanischen Republik. 2012 wurde ein großer Teil des Schutzgebiets von der UNESCO unter der Bezeichnung Sangha Trinational als Weltnaturerbestätte in das UNESCO-Welterbe aufgenommen.

## Beschreibung
Das Schutzgebiet liegt im nordwestlichen Kongobecken, wo die drei Länder aneinandergrenzen. Es wurde auf eine Initiative der Commission des Forêts d’Afrique Centrale (COMIFAC) hin von den drei Ländern gegründet, um die Zusammenarbeit zur Erhaltung des Regenwaldgebietes, das zu den größten zusammenhängenden der Erde zählt, zu verstärken. Seinen Namen hat das Schutzgebiet von dem Fluss Sangha, einem rechten Nebenfluss des Kongos, der dieses Waldgebiet durchfließt. Es umfasst das Dzanga-Sangha-Schutzgebiet mit den zwei voneinander getrennten Teilbereichen des Nationalparks Dzanga-Ndoki in der Zentralafrikanischen Republik, den Lobéké-Nationalpark in Kamerun und den Nationalpark Nouabalé-Ndoki in der Republik Kongo sowie weitere diese Nationalparks umgebende Waldgebiete. Insgesamt hat das Schutzgebiet eine Fläche von etwa 2,8 Millionen ha.
Da die Gebiete von größeren Orten und Verkehrswegen entfernt gelegen sind, waren sie lange nicht von einer intensiven wirtschaftlichen Nutzung betroffen. Dadurch hat sich ein natürlicher Lebensraum mit einer hohen Biodiversität und einer hohen Dichte an Großsäugern erhalten. Das Gebiet enthält zahlreiche verschiedene Lebensräume wie tropische Wälder, die aus Laub- und immergrünen Arten bestehen, eine große Vielfalt von Feuchtgebietsarten, darunter Sumpfwälder und periodisch überschwemmte Wälder, und verschiedene Arten von Waldlichtungen. Viele gefährdete Tierarten kommen hier vor. Durch die Größe des trinationalen Schutzgebiets finden hier auch Arten, die auf einen großflächigen Lebensraum angewiesen sind, gute Lebensbedingungen, unter anderem gibt es hier Waldelefanten, Westliche Flachlandgorillas, Waldbüffel und Bongo-Antilopen.
Die Zusammenarbeit der drei Länder umfasst u. a. regelmäßige Treffen der drei Parkverwaltungen, teils auch mit den entsprechenden Politikern, gemeinsame Patrouillen zum Schutz gegen Wilderer und Schmuggler von Elfenbein- und Waffen, und gemeinsame Projekte zur Forschung und Tourismusförderung. Finanziell und personell unterstützt werden die Schutzgebiete durch die Deutsche Gesellschaft für Technische Zusammenarbeit (GTZ), den World Wide Fund For Nature (WWF) und die Wildlife Conservation Society (WCS).

## Weltnaturerbe
Sangha Trinational stand bereits 2011 auf der Tagesordnung der 35. Sitzung des Welterbekomitees, wurde aber für Nachbesserungen an die Staaten zurückverwiesen.
2012 wurde die Stätte dann aufgrund eines Beschlusses der 36. Sitzung des Welterbekomitees in die Liste des UNESCO-Welterbes aufgenommen. Die Eintragung erfolgte aufgrund der Kriterien (ix) und (x).

„(ix): Die Stätte zeichnet sich durch ihre große Ausdehnung aus, weiter unterstützt durch die sehr große Pufferzone, minimale Störungen über lange Zeiträume und Unversehrtheit, wodurch die Fortsetzung ökologischer und evolutionärer Prozesse in großem Maßstab ermöglicht wird. Dazu gehören die kontinuierliche Anwesenheit lebensfähiger Populationen von Wildtieren in natürlichen Dichten, darunter Raubtiere und Großsäuger, die anderswo oft durch Jagd und Wilderei beeinträchtigt sind. Es gibt dort ein voll verbundenes Mosaik aus sehr vielfältigen Lebensräumen, darunter zahlreiche Arten von ökologisch bemerkenswerten Waldlichtungen, die große Wildtiergruppen und unzählige Pflanzenarten anziehen, die ansonsten nicht in der Waldlandschaft zu finden sind. Im Unterschied zu vielen anderen Waldschutzgebieten ist die Stätte kein verbleibendes Fragment, sondern weiterhin Teil einer viel größeren intakten Landschaft mit guten Erhaltungsperspektiven. Das ist weltweit immer seltener und bedeutsamer.“

„(x): Die Stätte repräsentiert ein breites Spektrum der artenreichen feuchten Tropenwälder im Kongobecken Zentralafrikas und bietet Schutz für eine Reihe gefährdeter Arten. Die Flora ist durch Arten bereichert, die ausschließlich in den vielfältigen Typen von Waldlichtungen auftreten. TNS schützt eine große Anzahl von Baumarten, die an anderer Stelle kommerziell heftig ausgebeutet werden, wie beispielsweise die kritisch gefährdete Mukulungu. Neben lebensfähigen Populationen von Wald-Elefanten treten in der Stätte und um sie herum zusammen mit einigen gefährdeten Antilopenarten wie dem Sitatunga und dem emblematischen Bongo auch signifikante Populationen des kritisch gefährdeten westlichen Tiefland-Gorillas und des gefährdeten Schimpansen auf.“

Das Kerngebiet der Welterbestätte umfasst die drei Nationalparks.  Es hat eine Fläche von 746.309 ha und ist von einer 1.787.950 ha großen Pufferzone umgeben, die u. a. den Rest des Dzanga-Sangha-Schutzgebiets (Lage) und weitere die Nationalparks umgebende Waldgebiete umfasst. Mit einer Gesamtfläche von 2.534.259 ha umfasst die Welterbestätte Sangha Trinational somit einen Großteil des trinationalen Schutzgebiets.
| Ref.-Nr.    | Bezeichnung                 | Lage                                                                        | Schutzbereich | Bild                         |
| ----------- | --------------------------- | --------------------------------------------------------------------------- | ------------- | ---------------------------- |
| 1380rev-001 | Nationalpark Nouabalé-Ndoki | Republik Kongo (Geokoordinaten)                                             | 406.455 ha    | Waldelefanten weitere Bilder |
| 1380rev-002 | Lobéké-Nationalpark         | Kamerun (Geokoordinaten)                                                    | 217.854 ha    | weitere Bilder               |
| 1380rev-003 | Nationalpark Dzanga-Ndoki   | Zentralafrikanische Republik (Geokoordinaten Dzanga) (Geokoordinaten Ndoki) | 122.000 ha    | weitere Bilder               |

Das Bundesumweltministerium förderte Maßnahmen zur Kohlenstoffspeicherung und zur Bekämpfung der Wilderei in dem Waldschutzgebiet.